# Муїнга
Муїнга (кір. Muyinga; раніше також Мухінга) — місто на північному сході Бурунді, адміністративний центр однойменної провінції.

## Географія
Місто знаходиться в східній частині провінції, на захід від річки Рувуву, поблизу кордону з Танзаніяю. Абсолютна висота — 1731 метр над рівнем моря. Муїнга розташована на відстані приблизно 117 кілометрів на північний схід від Бужумбури, найбільшого міста країни.

### Клімат
Місто знаходиться у зоні, котра характеризується кліматом тропічних саван. Найтепліший місяць — вересень із середньою температурою 20.9 °C (69.7 °F). Найхолодніший місяць — квітень, із середньою температурою 19.4 °С (67 °F).
| Клімат Муїнги           | Клімат Муїнги | Клімат Муїнги | Клімат Муїнги | Клімат Муїнги | Клімат Муїнги | Клімат Муїнги | Клімат Муїнги | Клімат Муїнги | Клімат Муїнги | Клімат Муїнги | Клімат Муїнги | Клімат Муїнги | Клімат Муїнги |
| Показник                | Січ.          | Лют.          | Бер.          | Квіт.         | Трав.         | Черв.         | Лип.          | Серп.         | Вер.          | Жовт.         | Лист.         | Груд.         | Рік           |
| Середній максимум, °C   | 24,9          | 25,1          | 24,8          | 24,2          | 24,4          | 25,6          | 25,5          | 26,7          | 27,1          | 26,2          | 24,6          | 24,6          | 25,3          |
| Середня температура, °C | 19,8          | 19,9          | 19,9          | 19,4          | 19,6          | 19,8          | 19,8          | 20,5          | 20,9          | 20,5          | 19,6          | 19,6          | 19,9          |
| Середній мінімум, °C    | 14,7          | 14,8          | 14,9          | 14,7          | 14,7          | 14            | 14            | 14,3          | 14,8          | 14,8          | 14,5          | 14,5          | 14,6          |
| Норма опадів, мм        | 121.8         | 108.4         | 156.2         | 185.4         | 81            | 9.9           | 3.3           | 25            | 58.6          | 104.5         | 135.7         | 155.4         | 1145.2        |
| Днів з дощем            | 16            | 15            | 18            | 21            | 13            | 2             | 2             | 3             | 10            | 16            | 21            | 19            | 156           |
| ----------------------- | ------------- | ------------- | ------------- | ------------- | ------------- | ------------- | ------------- | ------------- | ------------- | ------------- | ------------- | ------------- | ------------- |
| Джерело: Weatherbase    |               |               |               |               |               |               |               |               |               |               |               |               |               |

## Населення
За даними перепису 1991 року чисельність населення Муїнга становила 5533 осіб.
Динаміка чисельності населення міста за роками:
| 1991 | 2008 |
| ---- | ---- |
| 5533 | 9609 |

## Транспорт
Найближчий аеропорт розташований в танзанійському місті Нгара.

## Релігія
Місто є центром Римо-католицької церкви католицької Єпархія Муїнги.

## Відомі уродженці
- Паскаль-Фірмін Ндіміра - бурундійський політичний і державний діяч, прем'єр-міністр Бурунді (1996-1998).

## Див також
- Міста Бурунді